# موتیلال (بازیگر)
موتیلال (انگلیسی: Motilal; ۴ دسامبر ۱۹۱۰ – ۱۷ ژوئن ۱۹۶۵) بازیگر اهل هند بود.
وی همچنین برندهٔ جوایزی همچون جایزه فیلم‌فیر بهترین بازیگر نقش مکمل مرد شده‌است.

## فیلم‌شناسی
- وقت (۱۹۶۵)
- رهبر (۱۹۶۴)
- اصلی و بدلی (۱۹۶۲)
- سنجش (۱۹۶۰)
- ساده‌لوح (۱۹۵۹)
- پیغام (۱۹۵۹)
- بیدار بمان (۱۹۵۶)
- دیوداس (۱۹۵۵)
- نغمه (۱۹۵۳)
- تقدیر (۱۹۴۳)
- هولی (۱۹۴۰)